# کدخدا (عثمانی)
کدخدا (ترکی عثمانی: صدارت كتخداسی‎; ترکی استانبولی: Sadaret Kethüdası) کدخدا در پادشاهی عثمانی عنوانی اداری به معنی مباشر و معاون بود.
کدخدا که در زبان فارسی به معنی بزرگ یک دهکده است از هنگام سلطنت ایلخانان وارد ادبیات دولت‌ها شد و ابتدا به معنی کسی بود که وظیفه اداره یک بخش و جمع‌آوری مالیات برای دولت را دارد. این مفهوم سپس از ایران به همراه حکومت‌های ترکان وارد آسیای صغیر شد و از سده ۱۵ میلادی در امپراتوری عثمانی به عنوان صاحب مقام و اجازه در امور به کار می‌رفت. واژه کدخدا در عثمانی در گستره وسیعی از سمت‌ّهای اداری استفاده می‌شد. در بخش‌های اداری کدخدا کسی بود که مباشرت و معاونت آقا و رئیس را به عهده داشت یا در بخش‌های دیگر به معنی معاون بیگلربیگی و سنجاق‌بیگی بود. مهم‌ترین کسانی که در عثمانی به ایشان کدخدا می‌گفتند پیشکار وزیر اعظم با عنوان «صدارت کتخداسی»، «کتخدا یری» که سمت نظارت بر امور تیمار را به عهده داشت و «کاپی کتخداسی» بود که نماینده دولت‌های محلی و اتباع امپراتوری از بالکان در استانبول محسوب میشد.
همچنین در عثمانی همچنان سنت ایرانی کدخدا که در میان روستاها و قبایل کوچرو تا هنگام منع آن توسط حکومت در سال ۱۷۹۰ میلادی وجود داشت.